# Kino Rex (Antwerpia)
Kino Rex – nieistniejące kino które znajdowało się na ulicy De Keyserlei 15 w belgijskiej Antwerpii, otwarte w 1935 roku. Zostało zaprojektowane przez belgijskiego architekta Léona Stynena na wzór dużych amerykańskich kin.

## Bombardowanie
16 grudnia 1944 roku (pierwszego dnia niemieckiej ofensywy w Ardenach), o godzinie 15:20 rakietowy pocisk balistyczny V-2 wystrzelony z Hellendoorn w okupowanej przez Niemców Holandii, uderzył bezpośrednio w dach kina podczas wyświetlania filmu Niezwyciężony Bill (ang. The Plainsman), w reżyserii Cecila B. DeMille’a. W kinie znajdowało się około 1100 osób: eksplozja zabiła 567 z nich, w tym 296 żołnierzy alianckich (194 zostało rannych) i 74 belgijskie dzieci. Zniszczonych zostało 11 budynków. Wydobycie wszystkich ciał spod gruzów zajęło prawie tydzień. Była to najwyższa liczba ofiar śmiertelnych w wyniku pojedynczego ataku rakietowego w czasie II wojny światowej. Po ataku zamknięto wszystkie miejsca, w których odbywały się występy publiczne, a rada miasta zarządziła, że w jednym miejscu może gromadzić się maksymalnie 50 osób.
Kino Rex odbudowano w 1947 roku, ale zamknięto je w roku 1993, a dwa lata później zburzono.